# L'Ivrogne
L'Ivrogne är en sång på franska av den belgiske sångaren och låtskrivaren Jacques Brel, som skrevs 1961 och gavs ut på albumet Marieke. Musiken komponerades av Gérard Jouannest och François Rauber.

## Texten
Titeln på sången betyder ungefär "fyllerist". Som i många av Brels andra sånger är situationen välbekant för åhöraren. En man sitter på en bar och dricker glas efter glas av alkoholhaltiga drycker. Mannen bedyrar att alkoholen gör honom glad, att han inte gråter, och att han sjunger av glädje när han ber bartendern att fylla på glaset, men att han samtidigt har något inom sig som gör ont. Smärtan tilltar genom texten, och i slutet inser man att lyckan förmodligen ändå inte var särskilt stark. Ironin framställer paradoxen mellan alkoholistens ytliga glädje och inneboende smärta tydligt.